# Dothioropsis corni
Dothioropsis corni är en svampart som beskrevs av Riedl 1974. Dothioropsis corni ingår i släktet Dothioropsis, divisionen sporsäcksvampar och riket svampar.   Inga underarter finns listade i Catalogue of Life.